# Khellina
La khellina (o kellina) è una sostanza organica naturale appartenente alla famiglia dei furanocromoni presente nella pianta ammi visnaga.